# Hans Albert
Hans Albert (Colonia, 8 de febrero de 1921-24 de octubre de 2023) fue un filósofo y sociólogo alemán, alumno de Karl Popper y representante del racionalismo crítico cuyas posturas cuestionan planteamientos de la teoría crítica de la Escuela de Frankfurt.
Sus campos de investigación fueron las ciencias sociales y estudios generales sobre metodología. En cuanto racionalista crítico , prestó especial atención a la heurística racional y por otra parte es un fuerte crítico de la tradición hermenéutica continental que procede de Heidegger  y de Gadamer .

Un tema importante en la obra es la gnoseología con falsacionismo. Albert fue un crítico del positivismo. Se graduó en la universidad de Colonia y enseñó en la Universidad de Mannheim  desde 1963 hasta 1989. Su polémica, principalmente en torno al planteo gnoseológica y epistemologicamente  escéptico de Albert llamado trilema de Münchhausen,  con Karl-Otto Apel llevó a Apel a algunas de sus más fecundas elaboraciones filosóficas.

## Obras
Albert publicó 25 libros aproximadamente:
- 1967 Marktsoziologie und Entscheidungslogik. Ökonomische Probleme in soziologischer Perspektive.
- 1968 Traktat über kritische Vernunft (traducido al español: Tratado sobre la razón crítica, Sur, Buenos Aires, 1973).
- 1971 Plädoyer für kritischen Rationalismus, Piper Verlag, Múnich 1971.
- 1972 Konstruktion und Kritik. Aufsätze zur Philosophie des kritischen Rationalismus, Verlag Hoffmann und Campe, Hamburgo 1972.
- 1973 Theologische Holzwege. Gerhard Ebeling und der rechte Gebrauch der Vernunft, Verlag Mohr (Siebeck), Tubinga 1973.
- 1975 Transzendentale Träumereien. Karl-Otto Apels Sprachspiele und sein hermeneutischer Gott, Verlag Hoffmann und Campe, Hamburgo 1975.
- 1976  Con Adorno, Dahrendorf, Habermas, Pilot y Popper: The Positivist Dispute in German Sociology (La disputa positivista en la sociología alemana) , Heinemann Londres 1976 y Harper Torchbook 1976. y en el mismo año : Aufklärung und Steuerung. Aufsätze zur Sozialphilosophie und zur Wissenschaftslehre der Sozialwissenschaften, Verlag Hoffmann und Campe, Hamburgo 1976.
- 1977 Kritische Vernunft und menschliche Praxis con apuntes autobiográficos.
- 1978 Traktat über rationale Praxis.
- 1979 Das Elend der Theologie.
- 1982 Die Wissenschaft und die Fehlbarkeit der Vernunft.
- 1987 Kritik der reinen Erkenntnislehre. Das Erkenntnisproblem in realistischer Perspektive.
- 1993 literatura de Rechtswissenschaft als Realwissenschaft. Das Recht als soziale Tatsache und die Aufgabe der Jurisprudenz de Universidad de Würzburg. - Kritik der reinen Hermeneutik - Der Antirealismus und das Problem des Verstehens, Tübingen (Mohr-Siebeck) 1994.
- 1997 Paul Feyerabend, Hans Albert, Briefwechsel (ed. Wilhelm Baum), Frankfurt/M. (Fischer Bucherei) 1997.
- 1999 Between Social Science, Religion, and Politics. Essays in Critical Rationalismus (Entre ciencias sociales, religión y políticas. Ensayos en racionalismo crítico) , Amsterdam-Atlanta (Rodopi) 1999.
- 2000 Kritischer Rationalismus, Tübingen Mohr-Siebeck (UTB) 2000.
- 2001 Hans Albert Lesebuch, UTB (Mohr Siebeck) Tubinga 2001.
- 2003 Kritik des transzendentalen Denkens, (Mohr Siebeck) Tubinga 2003: Erkenntnislehre und Sozialwissenschaft. Karl Poppers Beiträge zur Analyse sozialer Zusammenhänge, Wien/Viena (Picus) 2003.
- 2005 Hans Albert - Karl Popper - Briefwechsel 1958 -1994 (Cartas de y a Karl Popper); ed. Martin Morgenstern y Robert Zimmer.
- 2006 Rationalität und Existenz (Racionalidad y existencia)
- 2007 In Kontroversen verstrickt. Vom Kulturpessimismus zum kritischen Rationalismus, LIT Verlag 2007, 264 S. (autobiográfico)